# A három testőr (film, 1939)
A három testőr (The Three Musketeers) id. Alexandre Dumas azonos című regénye alapján készített, 1939-ben bemutatott fekete–fehér amerikai filmvígjáték Allan Dwan rendezésében. 
Magyarországon 1939. július 31-én mutatták be.
A népszerű történet parodisztikus stílusú feldolgozása. A három csaposlegény szerepét a komikus színész Ritz testvérek alakították.

## Szereplők
- Don Ameche –  D'Artagnan
- Ritz testvérek –  A három csaposlegény
- Binnie Barnes –  Milady De Winter
- Gloria Stuart –  Anna királyné
- Pauline Moore –  Lady Constance
- Joseph Schildkraut –  XIII. Lajos király
- John Carradine –  Naveau
- Lionel Atwill –  Rochefort
- Miles Mander –  Richelieu kardinális
- Douglass Dumbrille –  Athos
- John 'Dusty' King –  Aramis
- Russell Hicks –  Porthos
- Gregory Gaye –  Vitray
- Lester Matthews –  Buckingham herceg